# Соната для фортепиано № 1 (Шуман)
Соната для фортепиано № 1 (нем. die Klaviersonate Nr. 1), op. 11 Роберта Шумана написана в 1833—1835 годах. Посвящена «Кларе Флорестаном и Евсебием».
Состоит из четырёх частей:

1. Introduzione. Allegro vivace.
2. Aria.
3. Scherzo e Intermezzo.
4. Finale.

## Музыка
4-частный сонатный цикл — любимая конструкция сонат у романтиков. В рамках этого цикла Шуман добивается огромного напряжения, интенсивности развития, свободы и контрастности в сочетании с нормами классической формы. Композитор сочетает романтические и классические нормы развития, блестяще объединенные в одном произведении.
Посвящение («Кларе Флорестаном и Евсебием») определяет две стихии сонаты.
Первая часть написана в сонатной форме. Она начинается с большой интродукции. Уже здесь возникает контрастное противопоставление этих стихий. Интродукция построена на двух темах — в fis-moll и A-dur . Первая — страстная, взволнованная, стихийная, начинается с квинтового мотива (который будет играть важную роль далее), определяющего её характер. Вторая — очень нежная, трогательная. Интродукция написана в трехчастной форме, первая тема возвращается. Интродукция масштабна и закончена, она могла бы быть и самостоятельной пьесой.
Главная партия первой части — токкатного характера, очень активная. В басовом регистре при всех её проведениях она сопровождается квинтовым мотивом (произошедшем из первой темы интродукции). Тема главной партии развивается полифонично, с имитациями, что придает развитию большую интенсивность. Развитие приводит к кульминации главной партии (на новой теме) — в es-moll. После кульминации, как реакция на неё, снова звучит первая тема главной партии, теперь в новом облике — более певучая, лиричная (эпизод Più lento). Таким образом, главная партия имеет трехчастное строение.
Побочная партия в экспозиции проводится в A-dur. Она имеет светлый, идиллический характер.
Разработка написана блестяще. Шуман использует в ней и развивает буквально все мотивы, которые звучали в экспозиции. Начинается она с мотивов главной партии, тут же проводится мотив, ранее звучавший как бы мимоходом в связке между двумя темами главной партии, и квинтовый мотив, сопровождающий первую тему главной партии, причём все эти мотивы объединены в один блок. Следующий этап развития — на мотиве из побочной партии, он звучит взволнованно, по характеру приближаясь к стихийной второй теме главной партии.
Первая волна разработки стихает, поднимается вторая волна (на материале первой темы главной партии), которая приводит к бурной кульминации. Внезапно она прерывается. В низком регистре зловеще звучит первая тема интродукции, которая здесь приобретает характер темы судьбы, рока.
После проведения этой темы начинается третья волна разработки, которая в целом повторяет первую (в другой тональности), однако с другим результатом — она приводит к яркой кульминации в Fis-dur.
В репризе сохраняется та же последовательность тем, что и в экспозиции. Побочная партия теперь звучит в fis-moll. Такое «оминоривание» темы побочной партии — не очень частое явление даже в романтической музыке.
Вторая часть начинается с темы среднего раздела интродукции (тоже в A-dur). Мелодия заимствована Шуманом из его ранней песни «К Анне». Название части (Aria) соответствует несомненной вокальной структуре темы. Тема среднего раздела также вокальна, и если тембр первой темы — сопрано, то второй — баритон.
Вторая часть написана в трехчастной форме и имеет небольшой объем. В ней господствует сфера идиллической лирики.
Третья часть (Скерцо). Здесь Шуман погружается в свою любимую стихию — карнавал. Кроме обычного для скерцо трио композитор вводит еще один эпизод (Intermezzo). Первый эпизод по жанру — вальс, второй — полонез. Конструкция приближается к сюитной структуре. Появляются традиционные для шумановских сюитных циклов образы — гротескные, ироничные, сказочные, они быстро сменяются, ускользают.
Интересен переход от полонеза к заключительному проведению основной темы. Это — речитатив, «комментируемый» аккордами. Приемы, характерные для трагической музыки (эпизод в такой же фактуре есть в Хроматической фантазии и фуге Баха) Шуман употребляет в фарсовом, гротескном облике.
Финал продолжает карнавальную стихию. Тем здесь очень много, они меняются гораздо чаще, чем в Скерцо, следуют одна за другой непрерывно. Форму этой части можно трактовать по-разному, она не имеет классической структуры, однако тяготеет к рондо или к сонатной форме без разработки. В крупном плане она состоит из двух больших разделов, причём второй практически повторяет первый (за исключением того, что темы проходят в других тональностях). Объединяющий момент формы — первая тема. Она, как рефрен, появляется многократно, меняя тональности. Своим натиском она напоминает «Марш Давидсбюндлеров» из Карнавала.
Темы, следующие за ней, очень разнообразны, они образуют как бы сюиту внутри формы. Кульминация этого раздела очень праздничная, яркая. Но внезапно она стихает, и звучит новая тема (условно — побочная партия). Она вводит новый характер, которого еще не было в Финале — лирический и печальный. Она опускается во все более низкие регистры и переходит в по-бетховенски трагический эпизод на доминантовом органном басу. Этот образ перекликается с образами первой части.
После этого предыкта возвращается первая тема, и следует второй большой раздел финала, который (как уже было сказано), в целом повторяет первый.
Финал имеет большую коду, которая уравновешивает интродукцию к первой части.
Сильны тематические связи финала с другими частями. Так, главная тема финала (рефрен) с одной стороны включает в себя мотив главной партии первой части (в правой руке) и квинтового мотива (в левой). Следующая за ней тема — вариант первой темы скерцо. Условная побочная партия происходит от второй темы интродукции. Финал аккумулирует весь образный материал предшествующих частей.
Очень интересна в этом отношении кода финала. Кода утверждает праздничный образ, победу над темными силами, здесь звучат в мажоре несколько минорных тем (обратное явление, чем в побочной партии первой части!). Связка, ведущая к коде, построена на теме скерцо, а собственно кода — на второй теме главной партии первой части. Теперь она в Fis-dur, торжественная и праздничная.
Таким образом, в сонате блестяще соединен любимый Шуманом сюитный принцип, но при этом части объединены сильнейшими тематическими и образными связями, которые пронизывают все части, зарождаясь в интродукции и приводя к победной коде финала.